# فيغيليبن
فيغيليبن (بالألمانية: Wegeleben) هي بلدة ألمانية تقع في ساكسونيا أنهالت في ألمانيا. يقدر عدد سكانها بـ 3,053 نسمة.[متى؟]

## أعلام
- مارتين بورمان
- يورغن بوميرنك
- ويلهلم شميت